# Edor Hjukström
Edor Albrekt Hjukström (ur. 8 maja 1916 w Sorsele, zm. 19 października 2002 w Sztokholmie) – szwedzki biathlonista i oficer.

## Kariera
Urodził się w Sorsele, jako czwarte z ośmiu dzieci Gustafa Emila Hjukströma i Idy Abrahamsson. Miał sześciu braci: Gerharda, Gustafa, Georga, Assara, Enara i Bertholda oraz siostrę Elsę. W 1948 roku wystąpił na igrzyskach olimpijskich w Sankt Moritz, gdzie wspólnie z Holgerem Borghiem, Karlem Gustavem Ljungquistem i Fride Larssonem zajął trzecie miejsce w pokazowych zawodach patrolu wojskowego. Był to jego jedyny sukces na międzynarodowych zawodach tej rangi.
Do armii wstąpił w latach 30., osiągając w 1966 roku stopień podpułkownika. Żonaty z Rosą Carlsson, miał dwóch synów: Björna (ur. 1956) i Petera (ur. 1963). Odznaczony Królewskim Orderem Miecza